# Agnetina extrema
Agnetina extrema és una espècie d'insecte plecòpter pertanyent a la família dels pèrlids que es troba a Àsia: Rússia (incloent-hi Sibèria) i Mongòlia.